# Columbia-Shuswap Regional District
Der Columbia-Shuswap Regional District ist ein Bezirk in der kanadischen Provinz British Columbia. Er ist 28.929,19 km² groß und zählt 51.366 Einwohner (2016). Beim Zensus 2011 zählte der Bezirk 50.512 Einwohner. Hauptort ist Salmon Arm.
Hinsichtlich der geltenden lokalen Zeit ist der Columbia-Shuswap Regional District geteilt. Westlich der Selkirk Mountains gilt die Pacific Standard Time, während östlich der Bergkette die Mountain Standard Time gilt.

## Administrative Gliederung

### Städte und Gemeinden
| Ort        | Status                | Bevölkerung |
| Golden     | Town                  | 3.708       |
| Revelstoke | City                  | 7.547       |
| Salmon Arm | City                  | 17.706      |
| Sicamous   | District municipality | 2.429       |

### Gemeindefreie Gebiete
- Columbia-Shuswap A
- Columbia-Shuswap B
- Columbia-Shuswap C
- Columbia-Shuswap D
- Columbia-Shuswap E
- Columbia-Shuswap F